# Carlos Barbero
Carlos Barbero Cuesta (Burgos, 29 de abril de 1991) é um ciclista profissional espanhol que corre na equipa Team Qhubeka NextHash.

## Trajectória
Começou a destacar timidamente em 2013 quando conseguiu vários top-ten em corridas de Portugal e Espanha e uma vitória na Ronde d'Isard. Em 2014 conseguiu os primeiros resultados no calendário nacional, com um pódio na Volta à La Rioja e um bronze no campeonato nacional. A sua primeira vitória no calendário nacional chegou em julho com o Circuito de Guecho.
Em 2015 milita na Caja Rural e depois de um princípio de temporada marcado por uma queda na Estrela de Bessèges na que se partiu clavícula. Mas em seguida voltou à competição e em maio conseguiu a vitória na última etapa da Volta à Comunidade de Madri. Também conseguiu vitórias nos Estados Unidos na The Philadelphia Cycling Classic e 2 etapas no Tour de Beauce. Com a prata no campeonato da Espanha terminou o primeiro bloco da temporada. No segundo bloco destacou seu terceiro posto no Circuito de Guecho, num final com polémica por uma manobra de Juanjo Lobato quando ia progredindo. Ganhou a primeira etapa da Volta a Burgos e pôs-se de líder. Também estreia numa grande volta na Volta a Espanha. Em 2016 correu o Campeonato Mundial de Ciclismo em Estrada.

## Palmarés
- 2013
  - 1 etapa da Ronde d'Isard

- 2014
- Volta ao Alentejo
  - 3.º no Campeonato da Espanha em Estrada
- Circuito de Guecho

- 2015
  - 1 etapa da Volta à Comunidade de Madri
- The Philadelphia Cycling Classic
  - 2 etapas do Tour de Beauce
  - 2.º no Campeonato da Espanha em Estrada 
  - 1 etapa da Volta a Burgos

- 2017
- Volta ao Alentejo
  - 1 etapa da Volta à Comunidade de Madri
  - 1 etapa da Volta a Castela e Leão
- Circuito de Guecho
  - 1 etapa da Volta a Burgos

- 2018
  - 1 etapa da Volta a Castela e Leão
  - 1 etapa da Volta à Comunidade de Madri
  - 1 etapa da Volta a Burgos

- 2019
  - 1 etapa da Volta à Áustria

## Resultados em Grandes Voltas e Campeonatos do Mundo
Durante sua corrida desportiva tem conseguido os seguintes postos em Grandes Voltas e nos Campeonatos do Mundo:
| Corrida            | Corrida            | 2012 | 2013 | 2014 | 2015  | 2016 | 2017 | 2018 | 2019 | 2020  | 2021  |
| ------------------ | ------------------ | ---- | ---- | ---- | ----- | ---- | ---- | ---- | ---- | ----- | ----- |
|                    | Giro d'Italia      | —    | —    | —    | —     | —    | —    | —    | —    | —     | ―     |
|                    | Tour de France     | —    | —    | —    | —     | —    | —    | —    | —    | —     | 124.º |
|                    | Volta a Espanha    | —    | —    | —    | 149.º | —    | —    | —    | —    | 107.º | ―     |
| Mundial em Estrada | Mundial em Estrada | —    | —    | —    | —     | Ab.  | —    | —    | —    | —     | ―     |

—: não participa

Ab.: abandono

## Equipas
- Orbea Continental/Euskadi (2012-2014)
  - Orbea Continental (2012)
  - Euskadi (2013-2014)
- Caja Rural (2015-2016)
- Movistar Team[2] (2017-2019)
- NTT/Qhubeka[3] (2020-)
  - NTT Pro Cycling (2020)
  - Team Qhubeka ASSOS (01.2021-06.2021)
  - Team Qhubeka NextHash (06.2021-)